# Liste der Kulturdenkmäler in Hausweiler
In der Liste der Kulturdenkmäler in Hausweiler sind alle Kulturdenkmäler der rheinland-pfälzischen Ortsgemeinde Hausweiler aufgeführt. Grundlage ist die Denkmalliste des Landes Rheinland-Pfalz (Stand: 6. September 2022).

## Einzeldenkmäler
| Bezeichnung | Lage          | Baujahr | Beschreibung                                   | Bild            |
| ----------- | ------------- | ------- | ---------------------------------------------- | --------------- |
| Glockenturm | Oberdorf Lage | 1929    | zweigeschossiger Satteldachbau, 1929, Schuppen | Fotos hochladen |